# Irlanda en los Juegos Olímpicos de Barcelona 1992
Irlanda estuvo representada en los Juegos Olímpicos de Barcelona 1992 por un total de 58 deportistas que compitieron en 12 deportes.  
La portadora de la bandera en la ceremonia de apertura fue la nadadora Michelle Smith.

## Medallistas
El equipo olímpico irlandés obtuvo las siguientes medallas:
| Nombre           | Deporte | Competición      |
| ---------------- | ------- | ---------------- |
| Oro              |         |                  |
| Michael Carruth  | Boxeo   | Wélter (69 kg) M |
| Plata            |         |                  |
| Wayne McCullough | Boxeo   | Gallo (54 kg) M  |
| Bronce           |         |                  |
| —                |         |                  |